# M.O.D.
M.O.D., pełna nazwa Method of Destruction – amerykański zespół muzyczny grający muzykę z gatunku crossover thrash. Liderem grupy jest od jej założenia Billy Milano, wcześniej członek Stormtroopers of Death. Grupa powstała w Nowym Jorku, obecnie muzycy mieszkają w Austin w Teksasie. Warstwa muzyczna twórczości grupy stanowi mieszankę stylów hardcore punk i thrash metal, teksty natomiast zawierają w opinii krytyków dużą dawkę poczucia humoru i w większości są celowo dalekie od politycznej poprawności.

## Muzycy
Obecny skład grupy
- Billy Milano – wokal
- Scott "The Rod" Sargeant – gitara, wokal
- Derek "Lennon" Lopez – perkusja
- Dawson Clawson – gitara basowa, wokal

## Dyskografia
1. U.S.A. for M.O.D., Megaforce Records, 1987
2. Surfin' M.O.D., Megaforce Records, 1988
3. Gross Misconduct, Megaforce Records, 1989
4. Rhythm of Fear, Megaforce Records, 1992
5. Devolution, Music For Nations, 1994
6. Loved by Thousands, Hated by Millions, Megaforce Records, 1995
7. Dictated Aggression, Music For Nations, 1996
8. The Rebel You Love to Hate, Nuclear Blast Records, 2003
9. Red, White, and Screwed, Index Entertainment, 2007
10. Busted, Broke and American, brak danych o wytwórni, 2016

Ponadto 2 reedycje, zawierające dodatkowe, nie publikowane wcześniej utwory:
1. Devolution, Blackout Records, 2004
2. Dictated Aggression, Blackout Records, 2004